# Галицький Микола Миколайович
Галицький Микола Миколайович — старший сержант Державної прикордонної служби України, учасник російсько-української війни, який загинув у ході російського вторгнення в Україну у 2022 році.

## Життєпис
Народився в містечку Ворожбі Білопільського району на Сумщині. 
Проходив військову службу в складі підрозділу Державної прикордонної служби України. З початком повномасштабного російського вторгнення в Україну перебував на передовій. 
Загинув 3 березня 2022 року в боях за місто Чернігів. Отримав осколкові поранення, несумісні з життям. Похований на кладовищі у місті Ворожбі. 
17 березня 2022 року Миколу Галицького було відзначено орденом «За мужність» III ступеня (посмертно). Нагороду отримали його батьки. Про це 25 червня 2022 року повідомили в Державній прикордонній службі України.

## Нагороди
- орден «За мужність» III ступеня (2022, посмертно) — за особисту мужність і самовіддані дії, виявлені у захисті державного суверенітету та територіальної цілісності України, вірність військовій присязі.